# Bombardements stratégiques durant la Première Guerre mondiale

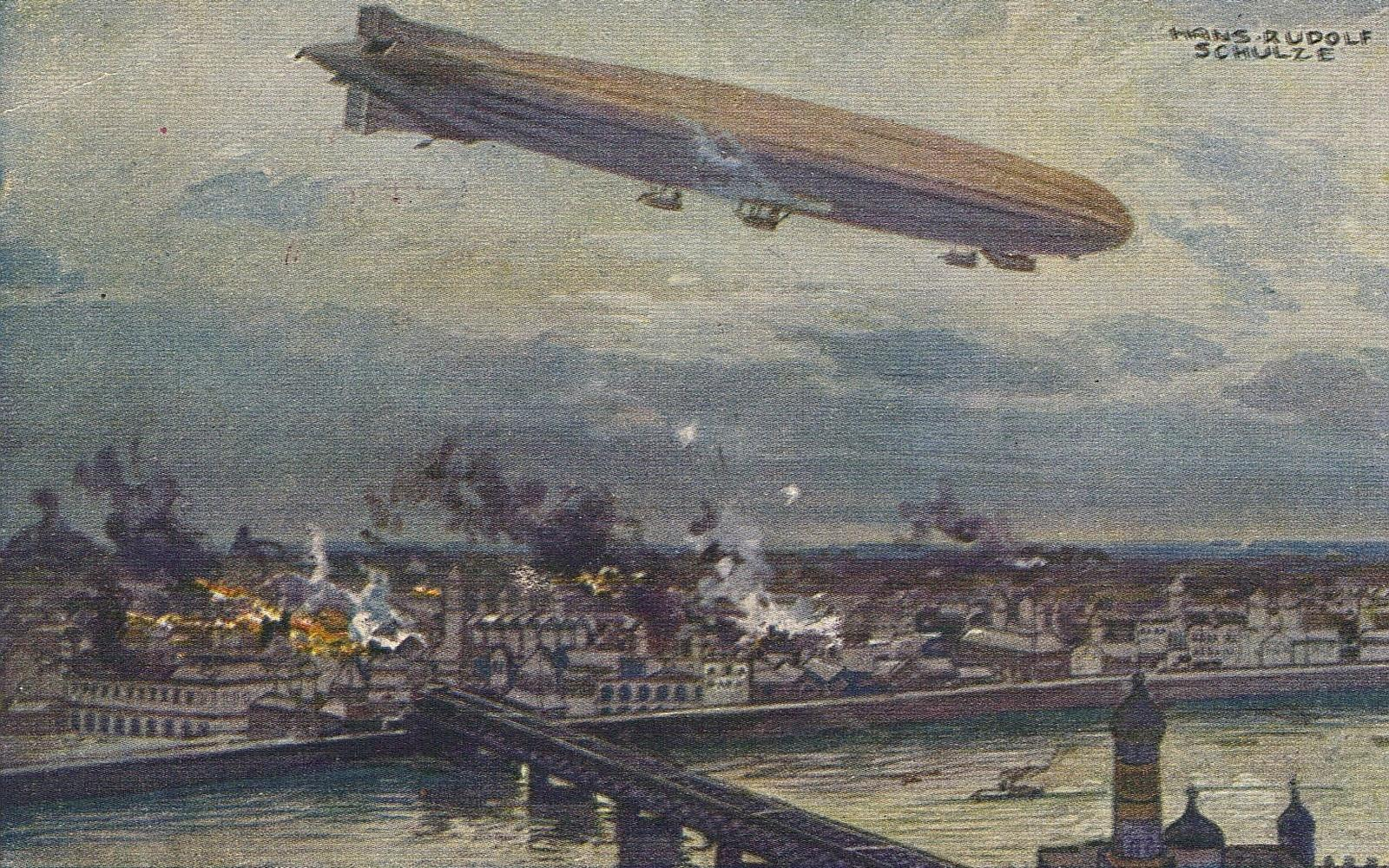
Le dirigeable allemand Schütte Lanz SL2 bombardant Varsovie en 1914.

Les bombardements stratégiques durant la Première Guerre mondiale s'étalent du 28 juillet 1914 au 11 novembre 1918, et sont principalement menés par le Royaume-Uni et la France pour les puissances de l’Entente et l'Allemagne pour les Empires centraux. La plupart des belligérants de la Première Guerre mondiale se sont finalement engagés dans une forme ou une autre de bombardement stratégique. Le bombardement aérien des villes, destiné à détruire le moral de l'ennemi, est introduit par les Allemands dès les premiers jours de la guerre. Une force aérienne multinationale destinée à frapper l’Allemagne était prévue mais ne s’est jamais concrétisée.
Les premières tentatives de bombardement stratégique conduisent au développement d'avions bombardiers spécialisés pendant la Première Guerre mondiale. Initialement, les bombes sont larguées à la main et pointées à l'œil nu, mais à la fin de la guerre, des viseurs de bombardement ont été développés. L’introduction des alertes anti-aériennes et des abris peut être datée de la Première Guerre mondiale, tout comme la conception de l'artillerie anti-aérienne et le développement de méthodes de défense aérienne coordonnée. De nombreux partisans du bombardement stratégique pendant l'entre-deux-guerres, tels que l'Italien Giulio Douhet, l'Américain Billy Mitchell et le Britannique Hugh Trenchard, ont commandé des avions pendant la Première Guerre mondiale. Les progrès de la technologie aéronautique pendant et après la guerre en ont convaincu beaucoup que « Le bombardier passera toujours au travers » ; cette croyance influencera la planification des bombardements stratégiques durant la Seconde Guerre mondiale.

## Allemagne
Le premier bombardement stratégique de l’histoire est également le premier cas de bombes larguées sur une ville depuis les airs. Le 6 août 1914, un Zeppelin allemand bombarde la ville belge de Liège. Au cours du premier mois de la guerre, l'Allemagne a formé le « détachement de pigeons voyageurs d'Ostende », en fait une unité aérienne destinée au bombardement des villes portuaires anglaises. Lors de la première bataille de la Marne, un pilote allemand effectuant des missions de reconnaissance aérienne au-dessus de Paris à bord d'une Taube largue régulièrement des bombes sur la ville. Le premier raid voit le largage de cinq petites bombes et une note exigeant la capitulation immédiate de Paris et de la nation française. Avant la stabilisation du front occidental, l'aviation allemande largue cinquante bombes sur Paris, endommageant légèrement la cathédrale Notre-Dame.

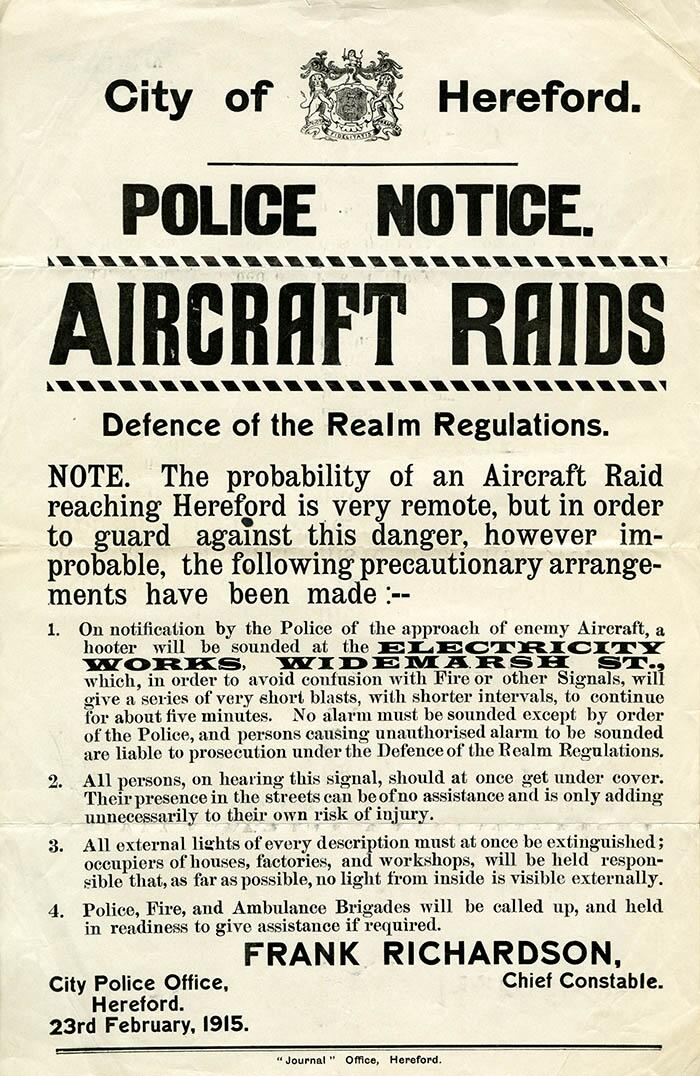
Affiche de février 1915 avertissant de la possibilité de raids aériens sur la ville anglaise de Hereford.

Les premières campagnes prolongées de bombardements stratégiques sont menées contre l'Angleterre par la flotte de dirigeables de l'Empire allemand, qui sont alors les seuls avions capables d'activités aussi soutenues aussi loin de leurs bases. Cette campagne est approuvée le 7 janvier 1915 par l'empereur Guillaume II, qui interdit cependant les attaques contre Londres, craignant de blesser les proches de la famille royale britannique. Ces restrictions sont finalement levées en mai, après les raids britanniques contre des villes allemandes. Les premières attaques contre l'Angleterre ont lieu le 19 janvier et frappent la région de Yarmouth et King's Lynn. En Grande-Bretagne, la crainte du Zeppelin comme arme de guerre a précédé son utilisation réelle : avant même la guerre, le public britannique était en proie à la « zeppelinite ».
Le Zeppelin s'est avéré trop coûteux par rapport aux avions, une cible trop imposante et lente, son hydrogène gazeux trop inflammable et trop sensible aux intempéries, aux tirs antiaériens (en dessous de 5 000 pieds) et aux intercepteurs armés de balles incendiaires (jusqu'à 10 000 pieds) pour l'armée impériale allemande, qui abandonna son utilisation en 1916. La marine impériale allemande, dont les dirigeables sont principalement utilisés pour la reconnaissance au-dessus de la mer du Nord, continua de bombarder le Royaume-Uni jusqu'en 1918. Au total, cinquante et un raids sur la Grande-Bretagne sont menés, le dernier par la marine en mai 1918. L’année la plus intense des bombardements aériens de l’Angleterre est 1916. En décembre 1916, deux Zeppelins de la classe R décollent de Wainoden pour tenter de bombarder Saint-Pétersbourg. L'un est contraint de descendre en raison de conditions météorologiques défavorables et est endommagé de manière irréparable, tandis que l'autre, gêné par des problèmes de moteur, fait demi-tour avant d'atteindre l'objectif. Aucune autre tentative de bombardement de Saint-Pétersbourg ne sera planifiée. Sur 125 dirigeables employés par l'Allemagne pendant la guerre, la moitié sont perdus au combat ; le taux d'attrition de ses équipages atteint 40 %, soit le plus élevé de la totalité des branches militaires allemandes.
En mai 1917, les Allemands commencent à utiliser des bombardiers lourds contre l'Angleterre en utilisant le Gotha G.IV et en les complétant plus tard avec des Riesenflugzeug (« avions géants »), principalement de la société Zeppelin Staaken. Les cibles de ces raids sont des installations industrielles et portuaires et des bâtiments gouvernementaux, mais un faible taux de bombes toucheront leurs cibles militaires, la plupart tombant sur des propriétés privées et tuant des civils. Même si la campagne de bombardement stratégique allemande contre la Grande-Bretagne fut la plus vaste de la guerre, elle fut largement inefficace en termes de dégâts réels causés. Environ 300 tonnes de bombes ont été larguées, entraînant des dégâts matériels estimés à 2 962 111 livres, et provoquant 1 414 morts et 3 416 blessés, ces chiffres incluant ceux dus aux éclats d'obus des tirs antiaériens. Cependant, à l’automne 1917, les bombardements ont causé le déplacement de 300 000 Londoniens dans des refuges et provoqué la chute de la production industrielle.

## Grande-Bretagne
Le Royal Naval Air Service (RNAS) entreprend les premières missions de bombardement stratégique de l'Entente le 22 septembre 1914 et le 8 octobre, en bombardant les bases Zeppelin de Cologne et Düsseldorf. Les avions transportent des bombes de vingt livres et au moins un dirigeable est détruit. Le 21 novembre 1914, le RNAS survole le lac de Constance pour bombarder les usines Zeppelin de Friedrichshafen et Ludwigshafen. Le 25 décembre, le raid de Cuxhaven est la première attaque d'hydravions lancés depuis des navires contre une cible stratégique. Le RNAS attaque également Constantinople en 1915 et 1917. L'aviateur John Alcock est capturé alors qu'il est contraint d'abandonner l'une de ces missions. Le 18 octobre 1917, les Britanniques frappent une mosquée et tuent 54 civils ottomans. À la fin de la guerre, avec l’aide de l’Allemagne, les Ottomans ont mis en place un système de défense aérienne à Constantinople.
Lorsque William Weir (en), président de l'Air Council en 1918, dit à Hugh Trenchard qu'il n'est pas nécessaire de s'inquiéter de la précision lors des bombardements stratégiques, le général répond : « tous les pilotes lâchent leurs œufs dans le centre-ville en général ». Après la formation de la Royal Air Force le 1er avril 1918, le Premier ministre britannique David Lloyd George promet de rembourser l'Allemagne pour ses raids aériens « avec des intérêts composés ». Le 19 juillet, le premier raid aérien de l'histoire lancé depuis un porte-avions, le raid de Tondern, vise la base allemande Zeppelin de Tondern.
Le 6 juin 1918, les Britanniques forment la force aérienne indépendante sous la direction du major-général Hugh Trenchard pour se lancer dans des bombardements à long rayon d'action dirigés contre des cibles industrielles situées au plus profond du territoire allemand. Des missions sont entreprises avec des De Havilland DH9 et des Handley Page O/400, mais la guerre s'achève avant l'entrée en service du bombardier quadrimoteur britannique Handley Page V/1500, conçu pour larguer 3 500 kg de bombes sur Berlin. En fin de compte, les bombardements de représailles contre les villes allemandes ont provoqué des représailles allemandes non pas contre les villes britanniques mais françaises, ce qui a conduit à un désaccord entre les dirigeants britanniques et français concernant la stratégie de tels bombardements et l'allocation des ressources en dehors du front occidental. Les Britanniques ont largué 660 tonnes de bombes sur l’Allemagne, soit plus du double de ce que l’Allemagne a réussi à larguer sur l’Angleterre. Le premier raid contre Berlin, prévu en novembre, est annulé avec l'armistice.

## France

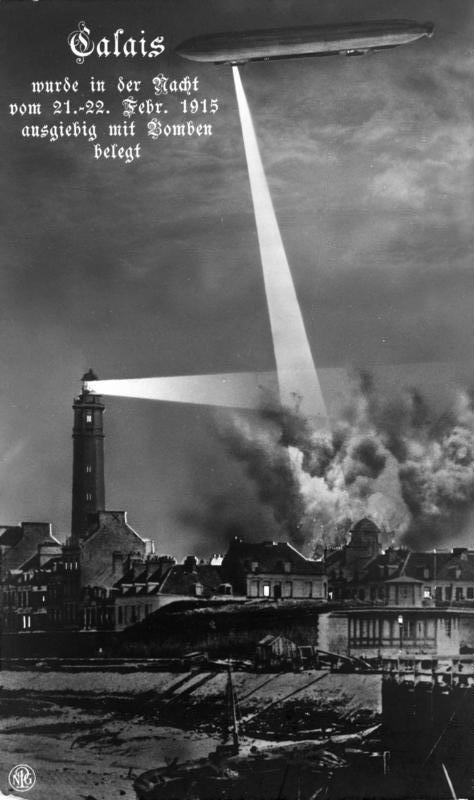
Un dirigeable allemand bombardant Calais dans la nuit du 21 au 22 février 1915.

La France forme une unité de bombardement stratégique, le groupe de bombardement n°1 (GB1), en septembre 1914. Les Français sont réticents à bombarder des cibles sur leur propre sol, même occupé par les Allemands, et se méfient davantage des représailles allemandes que les Britanniques, car les villes françaises sont à portée des bombardiers allemands. Néanmoins, le GB1 attaqua loin derrière le front, se concentrant sur le réseau de ravitaillement allemand et les concentrations de troupes, une stratégie conçue pour aider directement l'armée française sur le front occidental. Les Français favorisent les bombardiers légers, modifiant souvent leurs engins de reconnaissance à cet effet. Le Breguet 14 de 1917 sera produit jusqu'en 1926.
Le 4 décembre 1914, des pilotes français effectuent le premier bombardement d'une ville par l'Entente en lâchant des bombes sur Fribourg-en-Brisgau.

## Italie
Le 1er novembre 1911, lors de la guerre italo-turque, le royaume d'Italie réalise la première mission militaire aérienne de l'histoire, lorsque Giulio Gavotti largue des bombes à la main sur les positions turques dans le désert libyen. Pendant la Première Guerre mondiale, l'Italie, comme la France, ne souhaite pas bombarder les centres de population civile, car la plupart des cibles évidentes comptent un nombre élevé de résidents italiens ou se trouvent dans des territoires que l'Italie envisage d'annexer après la guerre. Comme la Russie, l'Italie possède des bombardiers lourds avant son entrée en guerre, Giovanni Caproni ayant construit en 1914 le biplan Caproni Ca.1, pouvant transporter quatre modestes bombes.
En août 1915, les Ca.1 sont placés dans la 21e escadrille du Corpo Aeronautico Militare. En octobre-novembre 1915, les Ca.1 attaquent les chemins de fer et les dépôts de ravitaillement austro-hongrois. Plus tard dans la guerre, des reconnaissances photographiques et des actions offensives sont menées par l'avion Ansaldo SVA, qui lance une frappe de quatre avions depuis Ponte San Pietro contre Innsbruck le 28 février 1918, mitraillant et bombardant les gares de triage des chemins de fer. Innsbruck, avec Bolzano, est à nouveau la cible d'une frappe aérienne des bombardiers SVA le 29 octobre 1918.
Le vol de Gabriele D'Annunzio au-dessus de Vienne en août 1918 ne largua que des tracts menaçant de revenir avec des bombes. Aucun second raid n'aura lieu avant la fin de la guerre.

## Russie
L'Empire russe possède le seul bombardier lourd à long rayon d'action opérationnel au cours de la première année de la guerre, le Sikorsky Ilia Muromets (IM). Sa capacité d'emport atteint 1 100 livres de bombes pour une autonomie dans les airs de cinq heures avec une charge de bombes réduite. En août 1914, les Russes regroupent leurs quatre Sikorsky dans une unité dédiée au bombardement stratégique et les basent près de Varsovie en décembre. Les villes ne sont pas les principales cibles du front de l'Est : les Russes privilégient les dépôts de ravitaillement, les concentrations de troupes et les réseaux de transport, notamment les gares et les gares ferroviaires. 
En août 1915, des avions russes bombardent Constantinople, tuant 41 citoyens ottomans.
En mars 1918, lorsque la Russie se retire de la guerre, environ soixante-dix Ilia Muromets ont été construits, ceux-ci ayant effectués plus de 350 missions de bombardement ou de reconnaissance sur la totalité du front de l'Est.

## Autriche-Hongrie
Les bombardements stratégiques de l'Autriche-Hongrie furent principalement limités aux cibles italiennes sur l'Adriatique. Néanmoins, les pilotes austro-hongrois basés à Pula effectuent quarante-deux missions de bombardement au-dessus de Venise après l'avancée du front italien à quelques kilomètres de la ville. L'église des Scalzi, près de la gare Ferrovia, est endommagée, notamment deux fresques au plafond de Giovanni Battista Tiepolo. Un raid particulièrement violent est mené le 27 février 1918, touchant le centre de Venise et envoyant de nombreux Vénitiens se réfugier dans la Giudecca et le Lido. Une lettre de Ralph Curtis (en) à Isabella Gardner écrite en septembre 1915 explique comment les Vénitiens ont instauré le black-out pendant les bombardements :

« Les moustiques de Pula viennent bourdonner pratiquement à chaque nuits et lâchent des bombes pendant environ une demi-heure [...] Venise résonne comme une charmante prima donna en profond deuil. Tous les anges dorés portent des sacs peints en gris sale et tout ce qui brille est couvert. La nuit, tout est aussi noir que dans les âges sombres. « Serrenos » crie  « tout va bien » toutes les demi-heures. Mais quand le danger est signalé, la lumière est coupée, les sirènes retentissent, les canons explosent et la ville entière tremble sur ses pilotis. La totalité des hôtels, excepté celui de Danieli, sont convertis en hôpital. »

L'écrivain vénitien Alvise Zorzi (en) attribue « la rupture définitive de la continuité des coutumes et de la culture vénitiennes » à la campagne de bombardements austro-hongrois.

### Lectures complémentaires
- Lee Kennett, A History of Strategic Bombing, New York, Scribner, 1982 (ISBN 0-68417-781-1, lire en ligne )
- Lee Kennett, The First Air War, 1914–1918, London, Putnam, 1991 (ISBN 0-02917-301-9, lire en ligne )